# Keylor Navas
Keylor Antonio Navas Gamboa (n. 15 decembrie 1986, Cartago, Costa Rica) este un fotbalist costarican și spaniol, care joacă pe post de portar la Pumas în Primera División de México. Pe plan internațional, are prezențe la națională pentru Costa Rica U17⁠(d) și Costa Rica.

## Cariera la nivel de echipe de club
Cariera acestuia începe în Costa Rica în anul 2005 la Saprissa unde în cinci ani bifează 73 de apariții.Cariera lui Keylor Antonio Navas Gamboa pe un plan mai extins începe în Spania la echipa Levante ca un împrumut, dar semnează și cu echipa cea mare în vara lui 2012 .Tot în vară, dar în anul 2014 Navas ajunge la apogeul carierei semnând cu Real Madrid unde bifează 104 apariți și câștigă trei Cupe ale Campionilor în anii 2016, 2017 și în anul 2018, palmaresul lărginduse cu diferită trofee.Keylor Navas semnează în vara 2019 cu Paris Saint German  unde atinge trofee diferite și recordurii, cucerind inimimile fanilor, iar în anul 2023 iarna Keylor Navas semnează cu Nottingham Forest un împrumut cât pentru restul sezonului 22/23 având doar 17 apariții întorcânduse la gruparea din Paris.

## Cariera la echipele naționale
Cariera internațională a lui Keylor Navas începa la echipa Costa Rica U 17 bifând doar 3 apariții în anul 2003. În 2008 când juca pentru Saprissa, Keylor Navas este convocat la echipa cea mare a Costa Ricăi, unde a adunat până în prezent 121 de apariții, jucând și în Cupa Mondială din Qatar, 2022.

## Palmares

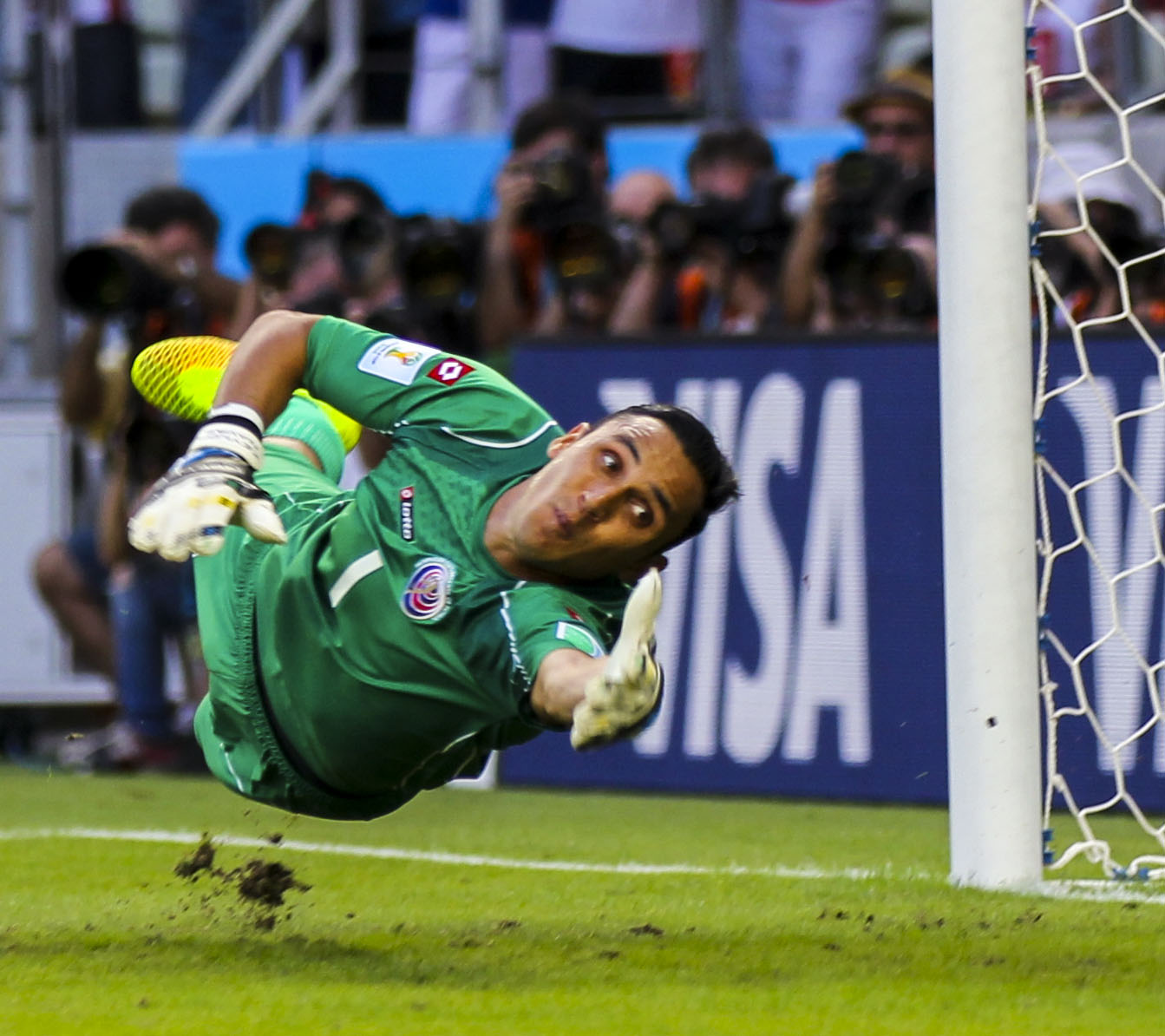
Navas la Campionatul Mondial de Fotbal 2014

### Club
Saprissa
- Liga Campionilor CONCACAF: 2005

Finalist: 2008
- Primera División de Costa Rica: 2005–06, 2006–07, 2007 Apertura, 2008 Clausura, 2008 Apertura, 2010 Clausura
- Copa Interclubes UNCAF

Finalist: 2007
- FIFA Club World Cup

Locul 3: 2005
Real Madrid
- Supercupa Europei (3): 2014, 2016, 2017
- La Liga (1): 2016-2017
- Supercupa Spaniei (1): 2017
- Liga Campionilor (3): 2015-16, 2016-17, 2017-18
- Campionatul Mondial al Cluburilor: (4) 2014, 2016, 2017, 2018

### Națională
- Copa Centroamericana: 2013

Finalist: 2011
- UNCAF Nations Cup

Finalist: 2009

### Individual
- CONCACAF Gold Cup — cel mai bun portar/echipa turneului: 2009
- UNCAF Nations Cup — cel mai bun jucător: 2009
- Jucătorul lunii în La Liga: martie 2014